# Psychotria bremekampiana
Psychotria bremekampiana är en måreväxtart som beskrevs av Julian Alfred Steyermark. Psychotria bremekampiana ingår i släktet Psychotria och familjen måreväxter. Inga underarter finns listade i Catalogue of Life.